# Scappoose
Scappoose är en stad i Columbia County i Oregon, USA. Staden hade 6 000 invånare år 2007. Scappoose är beläget några mil nordväst om storstaden Portland.
Namnet Scappoose är av indianskt ursprung och betyder "gravelly plains". Området beboddes tidigare i historien av den indianska stammen Diersinno (Keeassino) som var en del av Chinook-indianerna. Området blev med tiden en mötesplats för alla indianer i nordväst som årligen samlades och höll tävlingar, jakt, fester och handel. 1828 bosatte sig den första icke-indianen i området. 1869 var den transkontinentala järnvägen färdig. 1921 antogs stadgar som gjorde Scappoose till en stad.
Fotomodellen Sara Jean Underwood kommer från Scappoose. Hon var Playboys Playmate Of The Month i juli 2006 och Playmate Of The Year 2007.